# Ulsi Manja
Ulsi Manja (ur. 5 października 1973 w Dohoshishcie) – albański prawnik, minister sprawiedliwości Albanii od 2021 roku, doktor nauk prawnych i autor licznych publikacji naukowych.

## Życiorys
W 1996 roku ukończył studia prawnicze na Uniwersytecie Tirańskim, następnie uzyskał uprawnienia do wykonywania zawodu adwokata. Do 2013 roku pracował między innymi jako asesor i prokurator w sądach położonych w okręgach Dibra, Szkodra, Mirdita, Lezha i Tirana; jednocześnie w latach 1999-2011 prowadził w Albanii, Polsce, Danii, Włoszech i Niemczech szkolenia z zakresu między innymi praworządności oraz ścigania przestępczości zorganizowanej i korupcji.
W latach 2013–2017 zasiadał w Zgromadzeniu Albanii jako reprezentant Socjalistycznej Partii Albanii, był szefem sejmowej Komisji ds. prawnych.
Od 18 września 2021 roku pełni funkcję ministra sprawiedliwości.
Pracuje na dwóch uniwersytetach w Tiranie i na Uniwersytecie w Szkodrze jako profesor prawa karnego i postępowania karnego.